# يي شوهوا
يي شوهوا من مواليد 21 يونيو عام 1927 هي عالمة فلك وأستاذة صينية في مرصد شنغهاي الفلكي المعروفة بتحقيقها أحد أكثر القياسات دقة في العالم للوقت العالمي في الستينيات، ولإنشاء خط أساس طويل جدًا قياس التداخل (VLBI) وتقنيات الليزر (SLR) في الأقمار الصناعية في الصين. شغلت يي سابقاً منصب رئيسة مرصد شنغهاي الفلكي ونائبة رئيس الجمعية الفلكية الصينية ونائبة رئيس الاتحاد الفلكي الدولي. وهي عضو في الأكاديمية الصينية للعلوم، وزميلة أجنبية في الجمعية الملكية الفلكية في بريطانيا. سمي الكويكب 3241 شوهوا باسمها.

## بداية حياتها
ولدت يي شوهوا في 21 يونيو 1927 في غوانزو، غوانغدونغ، الصين. وقضت معظم سنواتها الدراسية خلال الحرب الصينية اليابانية الثانية (1937-1945) واضطرت إلى الانتقال مراراً وتكراراً مع عائلتها من غوانزو إلى هونج كونج، شاوغوان، ومقاطعة ليان بسبب الحرب.
بعد استسلام اليابان في عام 1945، استأنفت جامعة صن يات صن في غوانزو قبولاتها. أرادت يي شوهوا أن تدرس الأدب في الجامعة لكن والدها أرادها أن تدرس الطب من أجل فرص وظيفية أفضل. لم تكن مهتمة بالطب وكحل وسط مع والدها وافقت على دراسة الرياضيات. لم يكن لدى جامعة صن يات صن قسم منفصل لعلم الفلك في ذلك الوقت ولكنها جمعت بين التخصص في قسم الرياضيات وعلم الفلك. تحت تأثير الأستاذ زو يى شين قررت لاحقاً أن تتخصص في علم الفلك بدلاً من ذلك.

## مسيرتها المهنية
في عام 1951 انتقلت يي شوهوا إلى شنغهاي مع زوجها تشينغ جيتاي الذي درس في قسم الرياضيات بجامعة فودان. عثرت يي على عمل في مرصد زيكاوي الفرنسي الصنع والذي أصبح لاحقًا جزءًا من مرصد شنغهاي الفلكي. في عام 1958، أصبحت زعيمة فريق من العلماء الذين يعملون على تحسين دقة قياس الزمن العالمي في الصين والذي احتل المرتبة الأخيرة في العالم. بحلول عام 1963، قفز قياس الوقت العالمي في الصين إلى المرتبة الثانية في العالم. عُيَّن كمعيار وطني أساسي في عام 1965، وتلقى فريقها فيما بعد العديد من الجوائز الوطنية لهذا الإنجاز. 
عندما بدأت الثورة الثقافية في عام 1966 تعرضت يي شوشوا مثل غيرها من المفكرين الآخرين للاضطهاد وتم احتجازها في «حظيرة» واضطرت للعمل في طلاء المنازل.
بعد نهاية الثورة الثقافية في عام 1976، تم تعيين يي أستاذةً للبحوث في مرصد شنغهاي الفلكي وعملت مديرة له بين عامي 1981 و1993. تحت قيادتها، أنشأ مرصد شنغهاي مقياس تداخل طويل جداً (VLBI) ومحطة أبحاث لتحديد المدى بالليزر الساتلي (SLR) وشاركت في الخدمة الدولية لدوران الأرض (IERS) كواحدة من أكثر القواعد المتقدمة تكنولوجياً. في عام 1991 تم تعيينها كعالمة رئيسية في مشروع بحثي أساسي لدراسة حركة القشرة الأرضية الصينية. تحقق المشروع من أن الطبق الهندي يسبب انزياح في كتلة اليابسة الصينية باتجاه الشرق.
عملت يي شوهوا نائبة رئيس الجمعية الفلكية الصينية في الفترة من 1978 إلى 1988، وبعد ذلك أصبحت رئيسها الفخري. شغلت منصب نائب رئيس الاتحاد الفلكي الدولي من 1988 إلى 1994. وانتخبت عضوا في الأكاديمية الصينية للعلوم في عام 1980، وزميلة أجنبية للجمعية الملكية الفلكية في بريطانيا في عام 1985.